# Grou (Lovios)
Grou (llamada oficialmente San Mamede de Grou) es una parroquia y un lugar del municipio español de Lovios, en la provincia de Orense, Galicia.

## Toponimia
La parroquia también es conocida por el nombre de San Mamed de Grou.

## Organización territorial
La parroquia está formada por veinticinco entidades de población, constando tres de ellas en el nomenclátor del Instituto Nacional de Estadística español:

### Entidades de población
Entidades de población que forman parte de la parroquia:
- Grou, que abarca los lugares de:
  - A Carreira
  - A Cruz
  - A Rúa
  - As Quintas
  - Casal do Souto
  - Casardecima
  - Casardomato
  - Cimadevila
  - Coloño
  - Ferreiros
  - Ferreiros de Alén
  - Foz
  - O Corgo
  - O Eido
  - O Souto
  - Pazos
  - Pedrosa
  - Pousa
  - Reguengo
  - Requeixo
  - Silvares
  - Terradas
- Marás

### Despoblado
Despoblado que forma parte de la parroquia:
- A Rasela

## Demografía

### Parroquia
| Gráfica de evolución demográfica de Grou (parroquia) entre 2000 y 2022 |
|                                                                        |
| Datos según el nomenclátor publicado por el INE.                       |

### Lugar
| Gráfica de evolución demográfica de Grou (lugar) entre 2000 y 2022 |
|                                                                    |
| Datos según el nomenclátor publicado por el INE.                   |